# Ostaggi dei banditi
Ostaggi dei banditi (Stagecoach to Fury) è un film del 1956 diretto da William F. Claxton.